# اینچه علیا (ماه‌نشان)
اینچه علیا یک روستا در ایران است که در دهستان انگوران واقع شده‌است. اینچه علیا ۵۵ نفر جمعیت دارد.